# Gryllus texensis
Gryllus texensis är en insektsart som beskrevs av Cade och D. Otte 2000. Gryllus texensis ingår i släktet Gryllus och familjen syrsor. Inga underarter finns listade i Catalogue of Life.